# Incydencja ceł
Incydencja ceł – zjawisko występujące w handlu międzynarodowym, bezpośrednio związane z ekonomicznymi skutkami wprowadzania ceł. Do incydencji ceł dochodzi w relacji między krajem dużym o znacznym imporcie określonego towaru a krajem małym będącym największym eksporterem tego towaru.
Importer nakładając cło wpływa tym samym na eksportera, który w obawie przed zmniejszeniem popytu na eksportowany towar na rynku zagranicznym podejmuje decyzję obniżenia ceny, co tłumaczy jednocześnie jako działanie zapobiegawcze przed jeszcze większym spadkiem popytu. Zjawisko to uznawane jest zatem jako przejęcie obciążenia celnego importera przez eksportera.
Poza negatywnym skutkiem ekonomicznym dla eksportera, incydencja ceł wpływa pozytywnie na gospodarkę strony wprowadzającej cło, gdyż przy założeniu niezmienności cen towarów eksportowanych przez kraj duży prowadzi do poprawy jego terms of trade.